# Клочковский сельсовет
Клочковский сельсовет — муниципальное образование со статусом сельского поселения и административно-территориальное образование в Ребрихинском районе Алтайского края России. Административный центр — село Клочки.

## Демография
По результатам Всероссийской переписи населения 2010 года, численность населения муниципального образования составила 1145 человек, в том числе 551 мужчина и 594 женщины. Оценка Росстата на 1 января 2012 года — 1132 человека.

## Населённые пункты
В состав сельского поселения входит один населённый пункт — село Клочки.